# Blastobasis gasulella

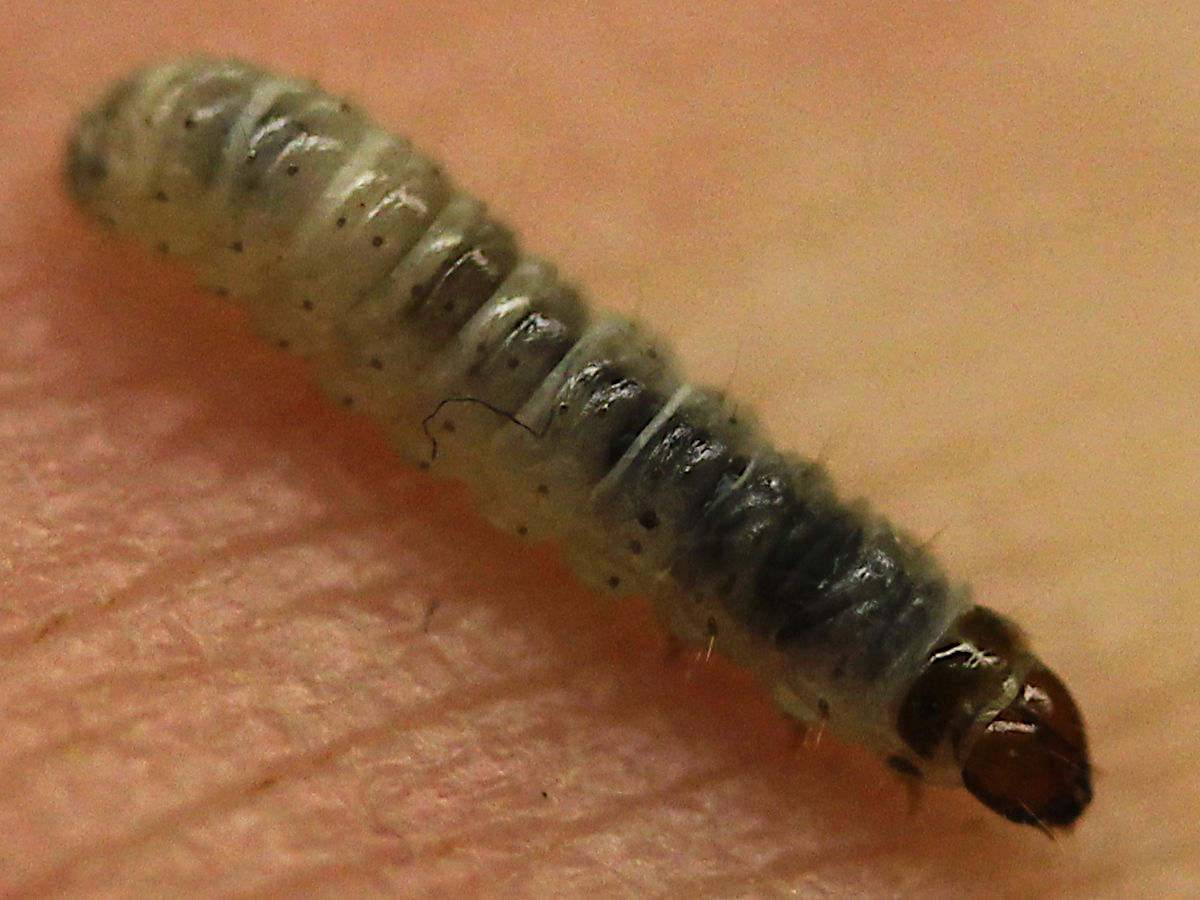
Гусеница

Blastobasis gasulella  (лат.) — вид моли семейства бластобазиды (Blastobasidae). Обитает на востоке США и на юге провинции Онтарио, Канада. Он также был зарегистрирован в Калифорнии. В Европе он был зарегистрирован в Австрии, Германии, Чехии, Италии, Словакии и Хорватии. Размах крыльев от 15 до 25 мм. Летает с апреля по сентябрь. Гусеница питается желудями и каштанами.